# Smilodontini
Smilodontini (лат.) — триба подсемейства Саблезубые кошки семейства кошачьих. Жили в Северной и Южной Америке, Евразии и Африке с миоцена по плейстоцен, с 10,3 млн по 11 000 лет назад, в общем целом, приблизительно 10,289 млн лет.
Название связано с самым известным представителем этой трибы смилодоном. Триба, как и подсемейство саблезубых кошек, исчезла около 11 000 лет назад, в конце ледникового периода, когда вымерли смилодоны.